# Oakland Coliseum
Das Oakland Coliseum ist ein Stadion in der US-amerikanischen Stadt Oakland im Bundesstaat Kalifornien. Die Sportstätte im Alameda County bietet, je nach Konfiguration bei den verschiedenen Sportarten, von 35.067 bis 64.200 Plätze. Zu denen gehören auch 6300 Clubsitze. Des Weiteren bieten sich 143 Luxus-Logen. Das Stadion befindet sich in unmittelbarer Nachbarschaft zur Oakland Arena, in der das Basketballteam der Golden State Warriors aus der NBA ihre Spiele bis 2019 austrug. Es dient als Baseball-, American-Football- und als Fußballstadion. Bis 2019 trugen die Oakland Raiders aus der NFL ihre Spiele im Stadion aus. Bis zum Ende der MLB Saison 2024 trugen die Oakland Athletics ihre Spiele im Stadion aus. Die Fußballmannschaft der San José Earthquakes aus der MLS trug hier von 2008 bis 2009 Spiele mit großem Zuschauerinteresse aus.

## Geschichte
Das Coliseum wurde am 18. September 1966 nach rund zweieinhalb Jahren Bauzeit eröffnet. Durch das Rockfestival Day on the Green (1973 bis 1992) erlangte es in der Musikwelt Bekanntheit. Von 1995 bis 1996 wurde das Stadion umfangreich für 200 Millionen US-Dollar renoviert. Dabei wurde die Lücke im Osten des Stadions mit einem Neubau mit 10.000 Plätzen geschlossen. Durch Sponsoren änderte sich der Name mehrfach, zwischen 1998 und 2004 hieß es Network Associates Coliseum, bis 2008 McAfee Coliseum und von September 2008 bis 2011 trug es wieder den seit der Eröffnung bis 1996 verwendeten Namen Oakland–Alameda County Coliseum. Es wurde aber über die ganze Zeitspanne hinweg meistens einfach als Oakland Coliseum bezeichnet. Im April 2011 übernahm das Einzelhandelsunternehmen Overstock.com die Namensrechte und der Name änderte sich in Overstock.com Coliseum. Im Juni 2011 benannte man das Stadion nach dem Marketingnamen von Overstock.com in O.co Coliseum um. Von 2016 bis Juni 2019 trägt die Spielstätte wieder ihren ursprünglichen Namen. Von Juni 2019 bis Januar 2020 trug das Stadion den Namen RingCentral Coliseum, nach einem Anbieter von Cloud Computing. Nachdem es zu einem Interessenkonflikt gekommen war, zog sich der Leiter der Coliseum Authority, Scott McKibben, von seinem Job zurück. Er soll 50.000 US-Dollar als Gegenleistung für den ausgehandelten Vertrag erhalten haben. McKibben wurde daraufhin von der Staatsanwaltschaft des Alameda County wegen Verstoßes gegen Gesetze zu Interessenkonflikten angeklagt, darunter eine Straftat und eine Anzahl von Vergehen. Am 17. Januar 2020 wurde der Sponsorvertrag von der Coliseum Authority aufgehoben. Im Dezember 2020 wurde ein neuer Vertrag über drei Jahre bis 2023 mit RingCentral abgeschlossen.
Trotz der Aufstockung der Kapazität Mitte der 1990er Jahre ist das rund fünfzig Jahre alte Oakland–Alameda County Coliseum eines der kleinsten Stadien in der Major League Baseball (MLB) wie auch in der National Football League (NFL). 2011 veröffentlichte Bleacher Report eine Liste der fünf schlechtesten Stadien der MLB. Das RingCentral Coliseum war eines davon. Die Fans der Oakland Raiders nennen ihr Heimstadion auch Black Hole (deutsch Schwarzes Loch).
Im März 2019 verlängerten die Oakland Raiders ihren Pachtvertrag um ein Jahr bis Saisonende 2019. Zur Saison 2020 sind sie in das Allegiant Stadium in Las Vegas umgezogen. Die Raiders zahlten für die Spielzeit 2019 insgesamt 6,6 Mio. Euro. Ohne eine Verlängerung hätte sich das Franchise eine Spielstätte für die Übergangszeit suchen müssen. Im Gespräch war u. a. der Oracle Park der San Francisco Giants aus der Major League Baseball (MLB).

### Zukunft
Im November 2018 stellten die Oakland Athletics Pläne für einen Stadionneubau vor. Die neue, privatfinanzierte Heimat der A’s soll rund 34.000 Plätze bieten und am Howard Terminal entstehen. Dort sollte ein 54 Hektar großes Grundstück vom Hafen Oakland gepachtet oder gekauft werden. Entworfen wurden die Baupläne von der Bjarke Ingels Group (BIG) in Kopenhagen. Mit dem neuen Ballpark als Mittelpunkt soll ein neues Stadtviertel mit Wohnungen, Restaurants und Geschäften entstehen. Ermöglicht wurden die neuen Pläne auch durch den Umzug der Oakland Raiders nach Las Vegas. Zu den Kosten des Bauprojekts am Howard Terminal wurden keine Angaben gemacht. Der Umzug in die neue Spielstätte ist für 2023 geplant. Schon 2005 planten die Athletics den Auszug aus dem Coliseum, doch bisher verlief jeglicher Plan im Sand. Ende Februar 2021 stellten die Oakland Athletics einen leicht umgestalteten Entwurf des Oakland Ballpark vor.
Wenn die Athletics das Stadion als letzter fester Mieter verlassen, soll das Coliseum zurückgebaut werden. Danach soll es als öffentliche Parkanlage mit einem Amphitheater mit Baseballfeld, Wohnungen, Läden, Büros, weiteren Sportstätten und einem Skill Center genutzt werden. Die nahegelegene Oakland Arena wird als Veranstaltungszentrum für Kultur und Konzerte erhalten bleiben.

## Konzerte
Auf Grund des Platzangebotes des Coliseums, wird es als Veranstaltungsort für große Konzerte genutzt. So besuchten teilweise über 60.000 Personen Konzerte von Künstlern, wie beispielsweise The Rolling Stones, Pink Floyd oder U2. Das Musik-Festival Day on the Green, organisiert durch Bill Graham, wurde hier veranstaltet.
Auch Lynyrd Skynyrd spielten am 2. Juli 1977 beim Day on the Green Rockfestival, im Zuge ihrer Street Survivors Tour vor ausverkauftem Publikum.

## Galerie

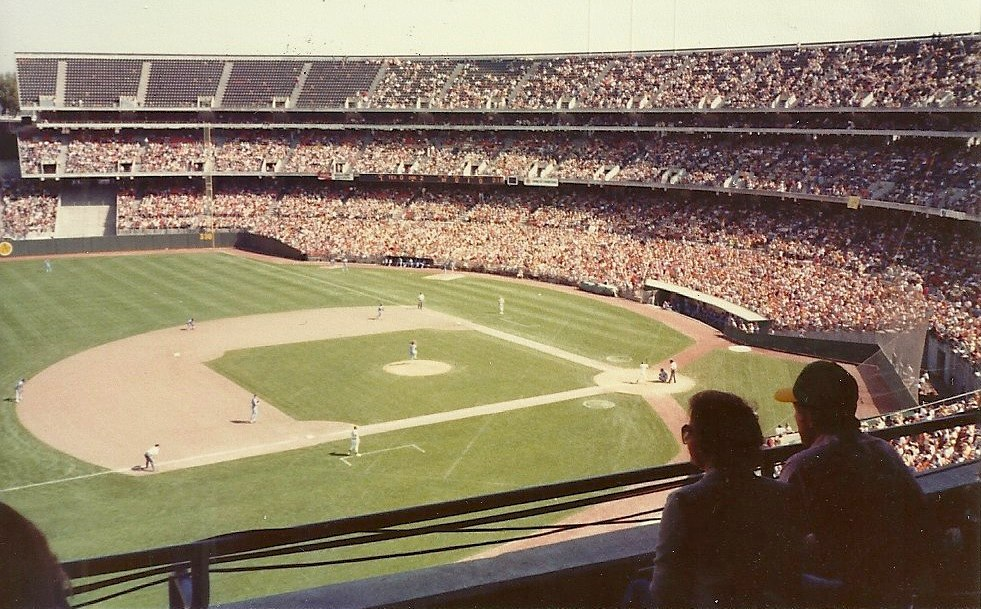
Das Oakland Coliseum während eines Spiels der Oakland Athletics gegen die Texas Rangers im Jahr 1981.
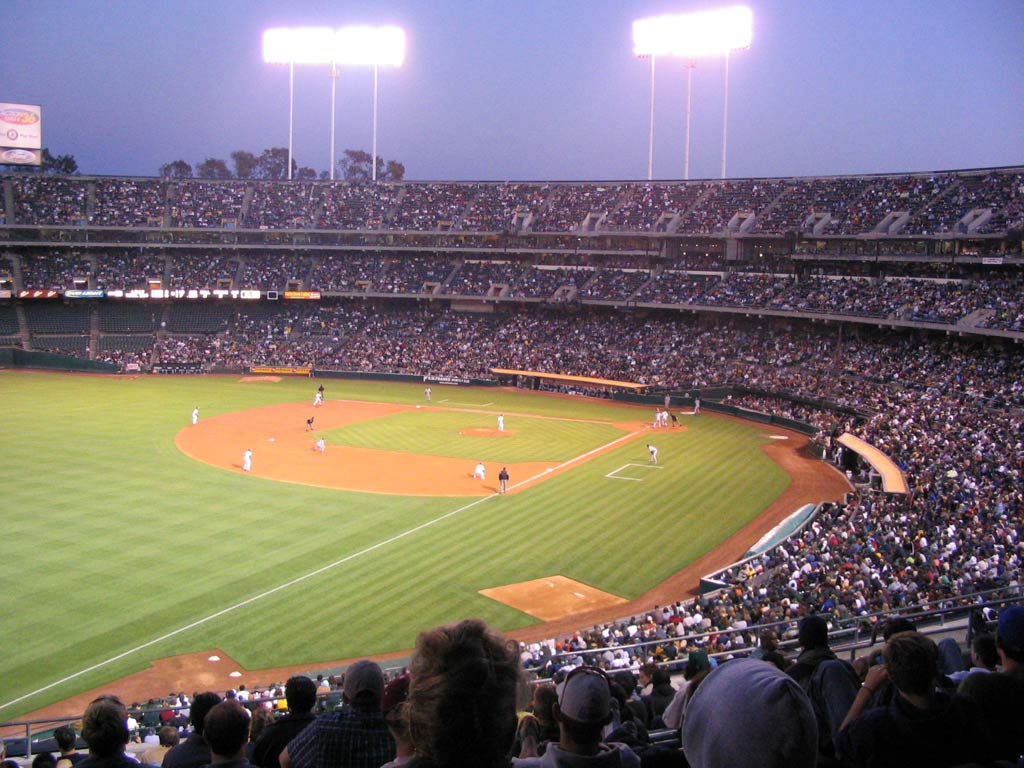
Das damalige McAfee Coliseum während einer Baseballpartie (2006).
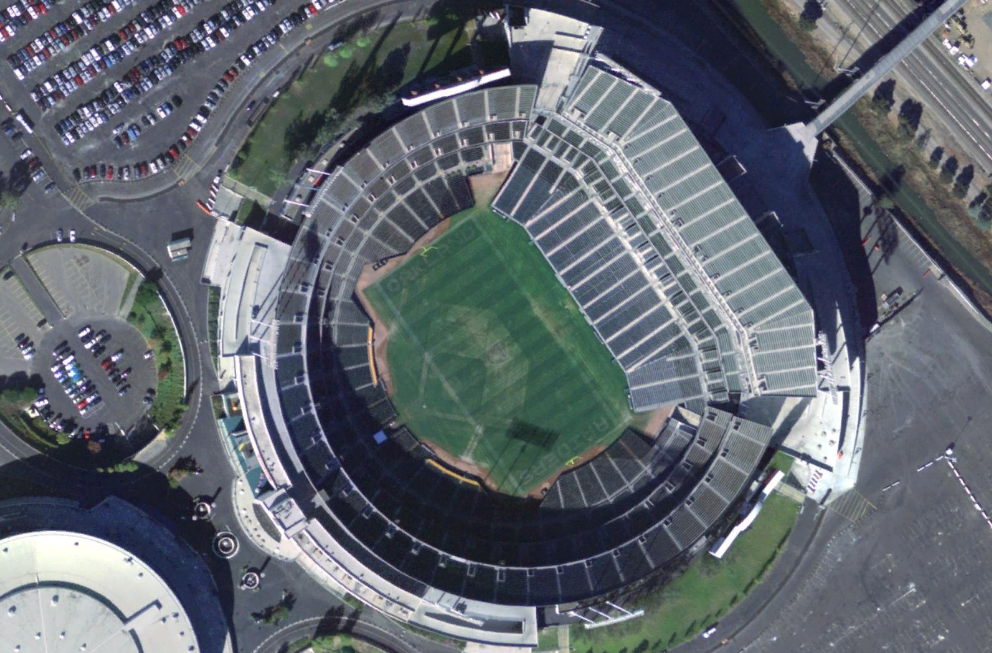
Ein Satellitenbild des Oakland Coliseum.
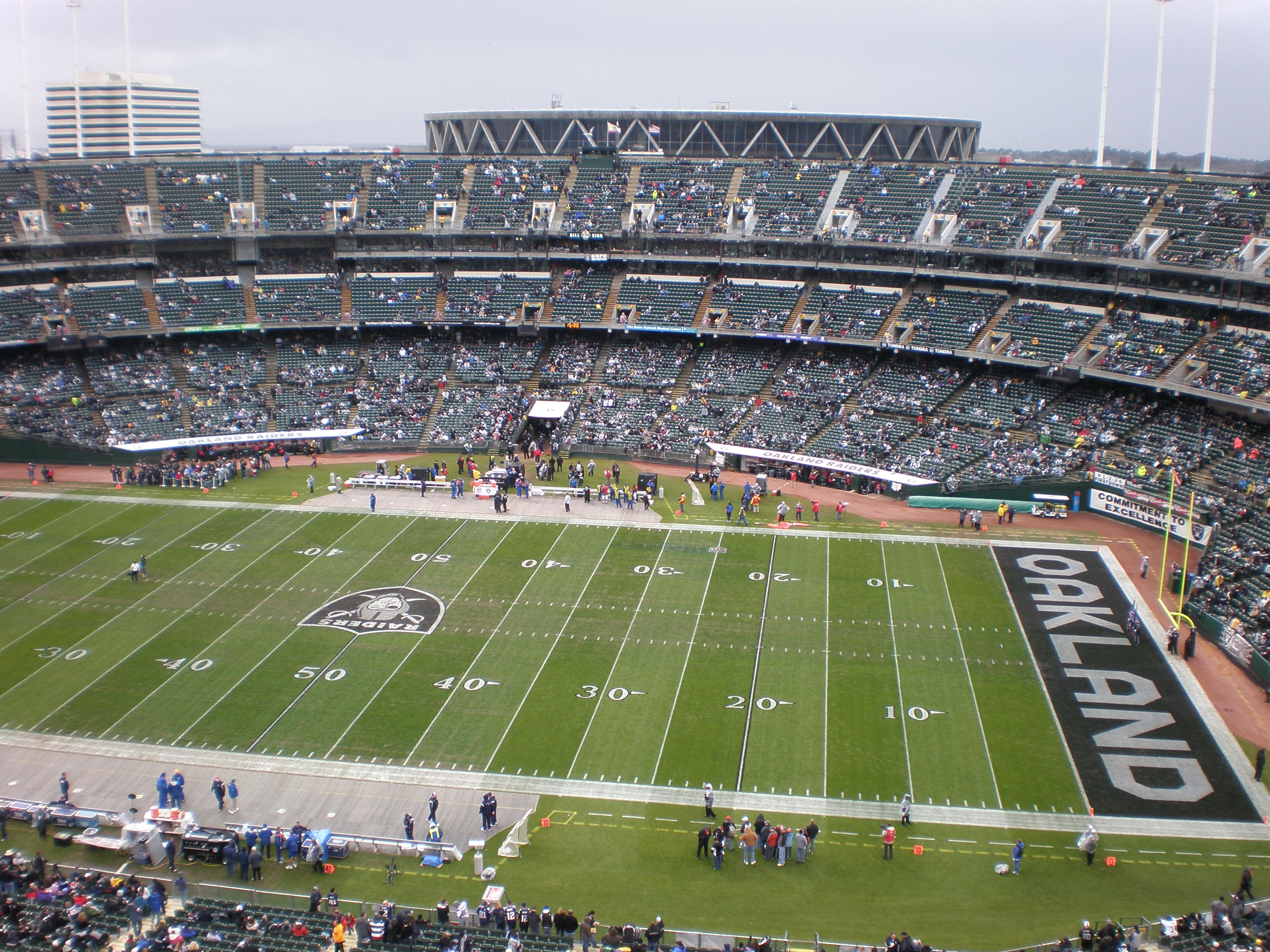
Das McAfee Coliseum bei der Partie der Oakland Raiders gegen die New England Patriots (26:49) am 14. Dezember 2008. Hinter der Gegentribüne im Westen erkennt man die Oracle Arena.